# Isochromodes rasata
Isochromodes rasata là một loài bướm đêm trong họ Geometridae.